# 하이프로멜로스
하이프로멜로스(Hypromellose) 또는 하이드록시프로필 메틸셀룰로스(영어: hydroxypropyl methylcellulose, HPMC)는 식품, 의약품, 화장품 첨가제 등으로 사용되는 반합성제이다.
대한민국약전에서는 히프로멜로오스 [9004-65-3] 라는 이름으로 다루고 있다. 하이드록시프로필 메틸셀룰로스는 이름에서도 보듯 셀룰로스 유도체이다. 치환기로 메톡시기(-OCH3), 하이드록시프로폭시기(-OCH2CH(CH3)OH) 또는 수소를 갖는다. 치환기의 비율을 나타내기 위해서 숫자를 붙이기도 한다. 치환도 유형에는 1828, 2208, 2906, 2910이 있는데 앞의 두 숫자는 메톡시기 백분율을 의미하고 뒤 두자리는 히드록시프로폭시기의 백분율을 의미한다. 각 치환기의 치환 정도 상한과 하한은 대한민국약전 의약품각조 제2부 히프멜로오스 항목에 정의되어 있고 대략 ±5% 이내이다. 치환도 유형을 표시하면서 점도를 밀리파스칼초(mPa‧s) 단위로 표시한다.
HPMC는 유화제, 증점안정제(Thickening agent), 서스펜션화제(suspending agent), 보습제 등으로 사용된다. 식품, 화장품, 코팅제 등에도 사용된다. 제제에서 사용될 때는 HPMC의 물리화학적 특성을 이용해 서방정이나 속방정 등 경구 투여용 방출 제어 제제를 만들거나 안과용 제제를 만드는데 사용되기도 한다. 정제의 강도를 높이는데 사용하기도 한다.
HPMC는 흰색 또는 노란색의 가루 또는 알갱이 형태이다. 무수에탄올에는 거의 녹지 않고 물에 넣었을 때 부피가 커지고 약간 혼탁한 점조성이 있는 액이 된다. 물에 넣었을 때 부피가 커지고 끈적끈적해지는 성질은 경구 투여용 방출 제어 제제를 만드는데 중요한 성질이다. 약의 겉 표면을 HPMC로 둘러싼다고 했을 때 많은 양을 사용하면 약이 확산을 통해 이동하는 거리가 멀어져서 농도 기울기가 작아지고 약물 방출속도가 늦어진다. 아주 적은 양을 사용하면 부피가 커지는 특성 때문에 속방정을 만들 수도 있다. 셀룰로스 유도체로 흡습성도 있다. 대한민국 약전에서는 이 물질에 대한 시험법으로 확인시험, 점도시험, pH시험, 순도시험, 건조감량시험, 강열잔분시험, 정량법을 다루고 있다. 확인시험은 물에 넣었을 때 현탁액을 만드는 성질과 온도에 따라 점도가 변하는 성질 등을 이용해서 어떤 물질이 HPMC가 맞는지 확인하는 시험법이다. 점도시험법은 측정하는 온도가 정해져있는데, 온도에 따라 점성이 크게 변하는 성질이 있기 때문이다. pH 시험법의 기준은 pH 5.0~8.0 범위이다. 정량법을 통해서는 메톡시기와 히드록시프로폭시기의 비율을 알 수 있다. HPMC는 밀폐용기에 보관한다.

## 같이 보기
- 하이드록시프로필 셀룰로스
- 메틸셀룰로스